# Regina Pacini
Regina Pacini, född 1871, död 1965, var Argentinas första dam 1922-1928 som gift med president Marcelo Torcuato de Alvear. 